# Reidar Haaland
Reidar Haaland (født 21. februar 1919, død 17. august 1945) var den første nordmand, som blev henrettet i Norge i retsopgøret efter 2. verdenskrig.
Han blev i december 1940 medlem af Nasjonal Samling, men trådte ud af partiet allerede i maj 1941. Et par måneder senere begyndte han som frivillig i den Norske legion. Han tjenestegjorde to år ved Leningradfronten i Sovjet. Efter at han vendte tilbage til Norge, mødte han Sverre Riisnæs, som tilbød ham en stilling i Statspolitiet. Her torturerede han mindst ni fanger. Den 9. august 1945 fik Haaland som den første nordmand en dødsdom under retsopgøret. Han blev henrettet ved skydning på Akershus fæstning den 17. august 1945.